# Umberto I da Pirovano
Umberto I da Pirovano o Uberto o Oberto (Milano, ... – Benevento, 27 marzo 1166) è stato un arcivescovo cattolico e politico italiano.

## Biografia
Umberto I fu il primo arcivescovo dei numerosi che la famiglia Pirovano, patrizia milanese, poté vantare sulla  cattedra episcopale di Milano.
Il 22 gennaio 1146 Oberto da Pirovano venne nominato arcivescovo di Milano. Tra i suoi principali obiettivi iniziali vi era quello di rinsaldare i legami tradizionali con il mondo monastico.
Nel proprio ventennio di reggenza, quindi, concesse diplomi ai monasteri di San Dionigi (1146), San Simpliciano (1147) e Sant'Ambrogio (1148), tutti presenti in Milano. Ai monaci di Sant'Ambrogio, inoltre, vennero riconosciuti privilegi da essi rivendicati da diversi anni sulla scorta di un falso diploma attribuito all'arcivescovo Tadone (860-868).
Sotto la sua reggenza episcopale gli ospedali cittadini vennero sottoposti unicamente all'istituzione ecclesiastica, preoccupandosi anche di badare al settore laico, di cui valorizzò la figura dei giuristi.
Sulla linea di queste riforme, il 13 marzo 1147, l'arcivescovo Umberto I approvò l'accordo tra Gallizio, Prevosto della Basilica di Sant'Eustorgio e Graziano, Maestro dell'Ospedale di Sant'Eustorgio, detto anche di Santa Fede o di San Barnaba: secondo questo accordo l'ospedale veniva messo alle dipendenze del Prevosto assieme al monastero di San Barnaba al Gratosoglio. Questa struttura ospedaliera si trovava nel luogo ove in epoche successive venne eretta la chiesa di Santa Maria delle Veteri.
L'anno successivo, affiliò la chiesa di Santa Maria del Circolo al monastero di San Maurizio, sempre in Milano, mentre nel gennaio del 1152 stabilì con decreto che le chiese di San Pietro e Santo Stefano continuassero a dipendere dalla chiesa di Sant'Eustorgio, cui erano state già concesse dall'arcivescovo Anselmo III da Rho, precisando inoltre che il Prevosto della Basilica di Sant'Eustorgio avrebbe goduto del privilegio di trattenere le decime di Santo Stefano in Brera.
Nel marzo 1152 Federico III di Svevia fu eletto re di Germania col nome di Federico I; un anno dopo convocò una Dieta a Costanza, con l'intenzione di rafforzare l'autorità imperiale, cosa che lo mise subito in conflitto con la potente città di Milano e alcuni anni dopo con il Papato. Scese in Italia più volte con le sue truppe, nel 1154-1555, 1158-1162, 1163-1164, 1166-1167, 1174-1177. Nel 1154 e nel 1158 ribadì i suoi diritti e poteri alla dieta di Roncaglia, presso Piacenza.
Il 7 settembre 1158, per liberare la città di Milano dall'assedio e dal bando che l'Imperatore Federico Barbarossa le aveva impartito per la propria infedeltà, l'arcivescovo Umberto si recò in processione, scalzo assieme al resto del clero e con tutti i nobili, presso l'Imperatore. Milano dovette comunque arrendersi, accettando di sottoporre all'approvazione imperiale la nomina dei suoi consoli.
Il 7 settembre 1159, morto papa Adriano IV, la maggioranza dei cardinali elesse Alessandro III, ostile all'Imperatore come il suo predecessore. Sostenuta da Federico, la minoranza elesse invece l'antipapa Vittore IV (dopo di lui, Federico avrebbe sostenuto contro Alessandro III gli antipapi Pasquale III e Callisto III). Di conseguenza, e memore del fallimento dell'anno precedente, l'Arcivescovo, assieme al cardinale d'Alessandria Giovanni, scomunicò l'Imperatore e l'antipapa.
A questo fatto, seguì una scomunica da parte di Vittore IV (19 giugno 1161) durante il Concilio di Lodi, che si scagliò contro l'arcivescovo Umberto I, contro i consoli di Milano, e contro i vescovi di Piacenza e di Brescia.
Dopo quasi un anno di assedio, il 10 marzo 1162 Milano fu costretta ad arrendersi all'imperatore Federico, che ne iniziò subito la distruzione. Il 18 marzo 1162, informato della venuta del papa Alessandro III a Genova, Umberto I si reca da lui per cercare valida alleanza, che lo ricompenserà ampiamente, facendo sì che lo stesso Arcivescovo milanese possa presenziare a fianco del pontefice nel nuovo concilio di Tours.
Umberto I da Pirovano morirà il 27 marzo 1166 a Benevento dove si era recato ancora una volta in visita al Pontefice che ivi si trovava per una visita pastorale nei possedimenti dello Stato della Chiesa. Non riuscì a vedere la ricostruzione di Milano, che sarebbe iniziata nell'aprile 1167 sotto il suo successore.
È incerto se nella propria carriera ecclesiastica sia riuscito ad ottenere la porpora cardinalizia, il che sembrerebbe possibile data l'importanza della sua figura al servizio della chiesa, ma ad oggi non esistono documenti per provarlo. Nel caso in cui si ritenesse valida la sua nomina a cardinale, egli potrebbe essere quell'Uberto eletto attorno al 1159 al titolo di Santa Prisca.